# I Miss You (canção de Miley Cyrus)
"I Miss You" é o segundo single da cantora e atriz americana Miley Cyrus do álbum Hannah Montana 2: Meet Miley Cyrus. Esta música é uma balada que foi composta pela própria Miley em homenagem a seu avô que faleceu.

## Recepção
Na semana de 14 de Julho de 2007, "I Miss You" entrou em duas paradas musicais componetes da Billboard. A canção estreou na nona posição no Bubbling Under Hot 100 Singles, uma extensão da parada musical Hot 100, e na nonagésima-segunda posição na parada musical agora inexistente Pop 100. Na semana seguinta, a canção caiu para a vigésima-segunda posição e fez sua última aparição no Bubbling Under Hot 100 Singles.

## Paradas musicais
| Chart (2007)                        | Melhor posição |
| ----------------------------------- | -------------- |
| U.S. Bubbling Under Hot 100 Singles | 9              |
| U.S. Pop 100                        | 92             |